# 남자 400m 이어달리기 대한민국 기록 추이
남자 400m 이어달리기 대한민국 기록 추이는 다음과 같다.
| # | 기록    | 차이     | 선수                                  | 소속      | 날짜         | 대회명                               | 개최지          | 경기장               | 주석 및 기타              | 동영상 |
|   | 41초 42 | - 1.7초  |                                       | 대표팀    | 1975         |                                      |                 |                      | 종전 41초 8               |        |
|   | 40초 56 |          |                                       | 국가 대표 | 1981. 06. 06 | 제4회 아시아 육상 선수권 대회        | 일본 도쿄       |                      |                           |        |
|   | 40초 54 | - 0.02초 | 김상문, 장재근, 최용준, 서말구        | 국가 대표 | 1982. 10. 29 | 제36회 전국 육상 선수권 대회         | 대한민국 서울   | 서울운동장           | [ 2 ]                     |        |
|   | 39초 66 | - 0.88초 | 장재근, 심덕섭, 성낙군, 김성모        |           | 1985. 06. 10 | 대학 육상 선수권 대회                | 대한민국 대전   |                      | 번외 경기                 |        |
|   | 39초 62 | - 0.04초 | 성낙군, 심덕섭, 장재근, 김복섭        | 국가 대표 | 1985. 06. 15 | 제39회 전국 육상 선수권 대회         | 대한민국 서울   | 잠실운동장           | [ 4 ]                     |        |
|   | 39초 61 | - 0.01초 | 김복섭, 성낙군, 심덕섭, 장재근        | 국가 대표 | 1988. 09. 30 | 제24회 하계 올림픽                   | 대한민국 서울   |                      |                           |        |
|   | 39초 43 | - 0.18초 | 김복섭, 성낙군, 심덕섭, 장재근        | 국가 대표 | 1988. 10. 01 | 제24회 하계 올림픽                   | 대한민국 서울   |                      |                           |        |
|   | 39초 19 | - 0.24초 | 여호수아 전덕형 김국영 임희남         | 국가 대표 | 2011. 5. 22  | 2011 아시아그랑프리육상대회          | 자싱            |                      | 1차 예선                  |        |
|   | 39초 04 | - 0.15초 | 여호수아 전덕형 김국영 임희남         | 국가 대표 | 2011. 5. 22  | 2011 아시아그랑프리육상대회          | 자싱            |                      | 2차 예선                  |        |
|   | 38초 94 | - 초     | 여호수아 조규원 김국영 임희남         | 국가 대표 | 2011. 11. 4  | 제13회 세계 육상 선수권 대회         | 대한민국 대구   |                      | 예선 1라운드 3조 5위 탈락 |        |
|   | 39초 00 | - 0.04초 | 오경수, 조규원, 유민우, 김국영        | 국가 대표 | 2013. 08. 18 | 제14회 세계 육상 선수권 대회         | 러시아 모스크바 | 루즈니키 스타디움    | 예선 6위 탈락             |        |
|   | 38초97  | - 0.03초 | 김국영, 오경수, 박봉고, 조규원        | 국가 대표 | 2014. 06. 29 | 홍콩 인터시티 육상 선수권 대회       | 중국 홍콩       | 將軍澳運動場         | 1위                       |        |
|   | 38초74  | - 0.23초 | 오경수, 조규원, 김국영, 여호수아      | 국가 대표 | 2014. 07. 06 | 중일한 육상 대항전(中日韩田径对抗赛) | 중국 진화       | 진화시 체육 센터     | 1위                       |        |
|   | 38초68  | - 0.06초 | 이시몬, 김국영, 이용문, 고승환        |           | 2024. 06. 14 | 제53회 전국종별육상경기선수권대회    | 대한민국 목포   | 목포종합운동장       |                           |        |
|   | 38초56  | - 0.12초 | 서민준, 나마디 조엘진, 이재성, 고승환 | 국가 대표 | 2025. 05. 10 | 2025 세계육상릴레이선수권대회        | 중국 광저우     | 광둥 올림픽 스타디움 |                           |        |
|   | 38초51  | - 0.05초 | 서민준, 나마디 조엘진, 이재성, 이준혁 | 국가 대표 | 2025. 05. 11 | 2025 세계육상릴레이선수권대회        | 중국 광저우     | 광둥 올림픽 스타디움 |                           |        |
|   | 38초49  | - 0.02초 | 서민준, 나마디 조엘진, 이재성, 이준혁 | 국가 대표 | 2025. 05. 31 | 제26회 아시아 육상 경기 선수권 대회  | 대한민국 구미   | 구미시민운동장       | 1위                       |        |

## 같이 보기
- 남자 400m 이어달리기 세계 기록 추이
- 여자 400m 이어달리기 대한민국 기록 추이
- 여자 400m 이어달리기 세계 기록 추이